# Пустовиты (Кременчугский район)
Пустовиты (укр. Пустовіти) — село,
Омельникский сельский совет,
Кременчугский район,
Полтавская область,
Украина.
Код КОАТУУ — 5322483209. Население по переписи 2001 года составляло 67 человек.

## Географическое положение
Село Пустовиты находится на левом берегу реки Сухой Омельник,
выше по течению примыкает село Писарщина,
ниже по течению на расстоянии в 1,5 км расположено село Парижской Коммуны.
Примыкает к селу Варакуты.